# Mitsunori Yabuta
Mitsunori Yabuta (Kanagawa, 2 mei 1976) is een voormalig Japans voetballer.

## Carrière
Mitsunori Yabuta speelde tussen 1995 en 2008 voor Verdy Kawasaki, Yokohama FC, Vissel Kobe, Avispa Fukuoka en FC Gifu.